# Osterburg
L’Osterburg è un castello sito su una collina nel centro della città di Weida, in Turingia nel Circondario di Greiz.

## Storia
Gli ultimi scavi sull'Osterburg hanno fornito prove della presenza di slavi sul Weidaer Burgberg. Si ipotizza la presenza di un castello slavo precedente sul sito dell'Osterburg; fino ad ora, tuttavia, non è stato trovato alcun complesso slavo. Il castello in cima alla collina fu costruito da Heinrich I, fratello del fondatore di Weida, Vogt Erkenbert II, tra il 1163 e il 1193 come fortificazione romanica in una posizione di montagna strategicamente favorevole ed è rimasto in uso fino all'inizio del XV secolo come sede dell'avvocazia di Weida. All'inizio si chiamava Das feste Haus zu Weida. Passò poi dall'avvocazia di Weida, a quella di Gera e a quella di Plauen, ai signori del Vogtland e infine al principato di Reuss.
All'inizio del XV secolo, il castello divenne proprietà dei margravi di Meissen della casa di Wettin attraverso la condivisione e lo scambio di eredità. Dal XVII secolo il castello assunse il nome di Osterburg, derivante da "nuova regione dell'est". Le aree della Turingia orientale sono ancora oggi chiamate Osterland o Ostland. I Wettins ricostruirono il castello più volte a seguito delle guerre di Smalcalda e dei trent'anni. Come ultimo residente Wettin, il duca Maurizio Guglielmo di Sassonia-Zeitz morì qui nel 1718.
Nel 1785 i due edifici principali furono collegati dalla Röhrwasserhaus. Questo essenzialmente ha dato all'Osterburg la sua forma attuale. Dal 1813 al 1815 il castello ospitò un ospedale militare, dal 1818 fu sede del tribunale locale. Verso la fine della seconda guerra mondiale, il mastio fu danneggiato dai bombardamenti delle truppe statunitensi.
Il bergfried, alto 54 metri, è il terzo più alto e uno dei più antichi conservati in Germania. Poco sopra il suo secondo anello vi è la Türmerstube che fino al 1917 era abitata da un guardiano.

## Galleria d'immagini

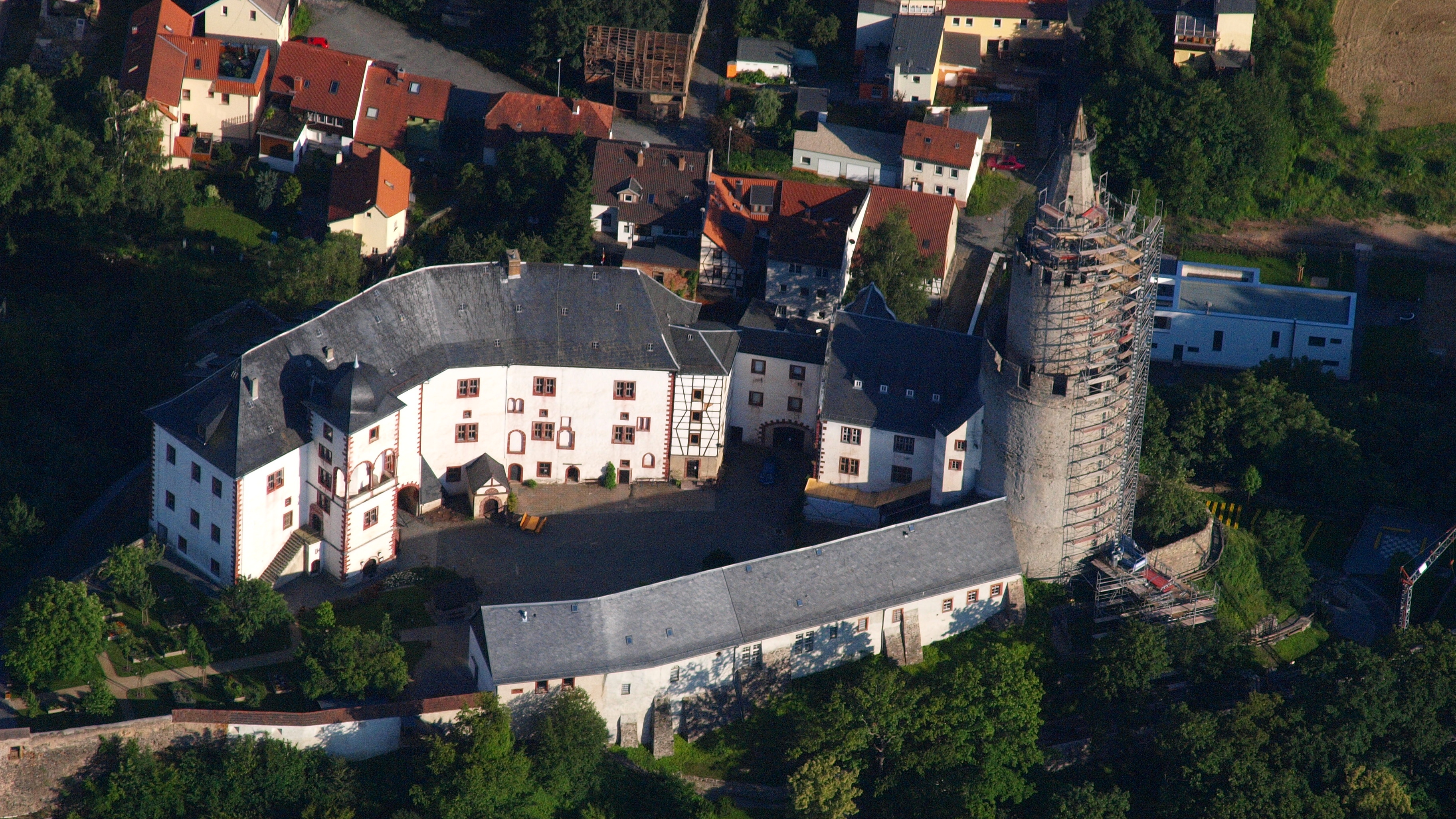
Vista del castello dall'alto
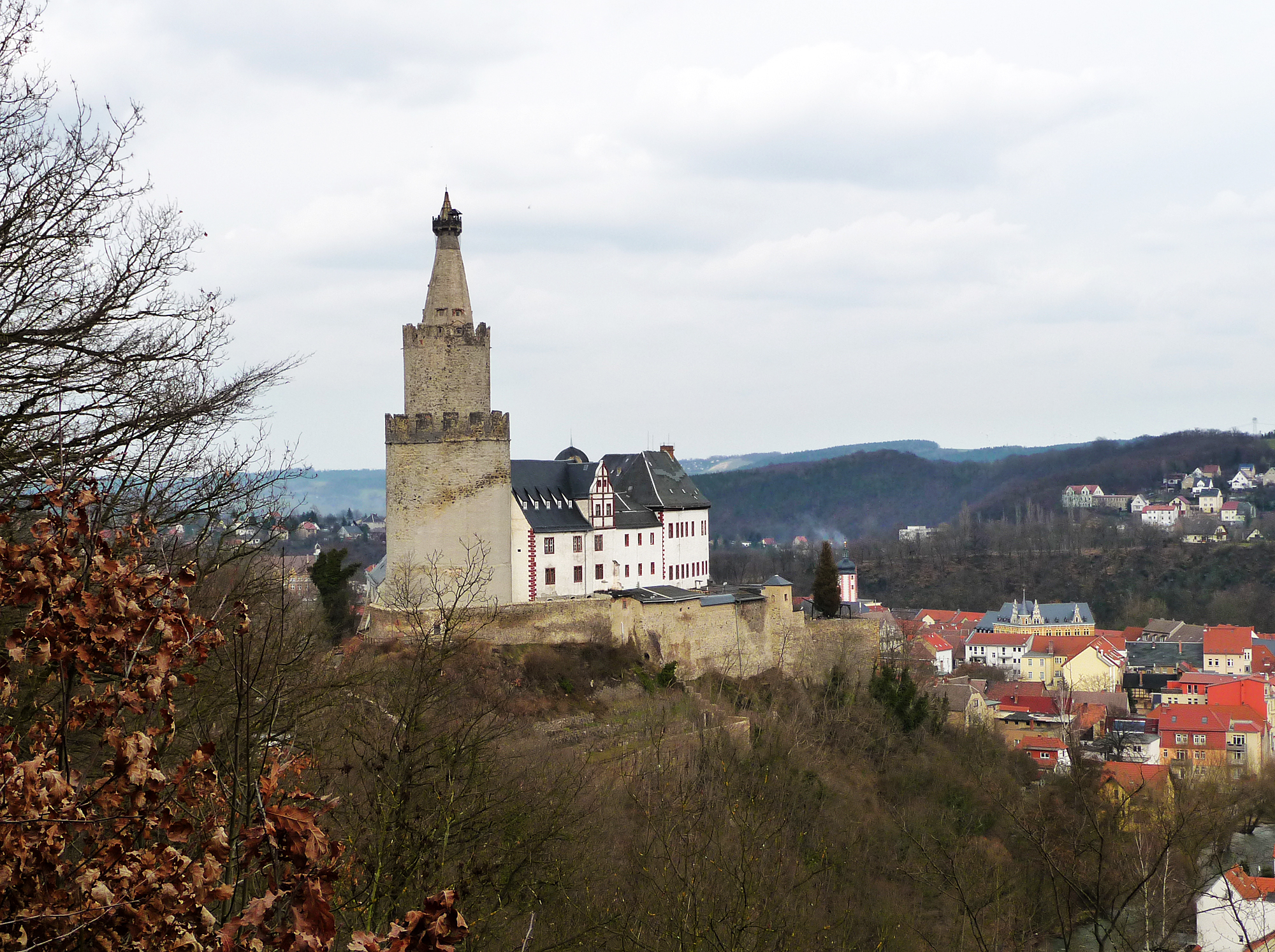
Il castello sullo sfondo
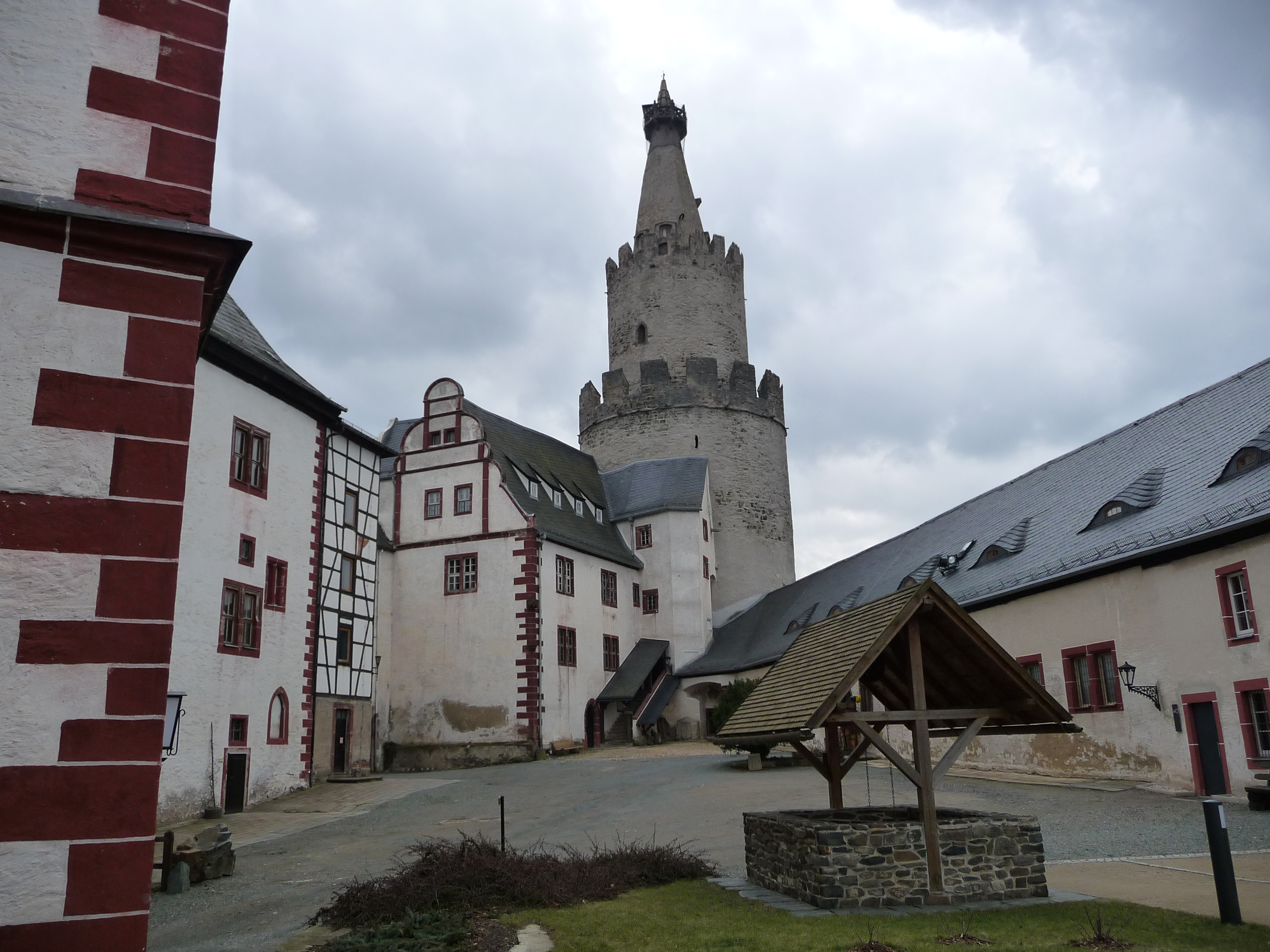
Il castello visto dalla piazza antistante
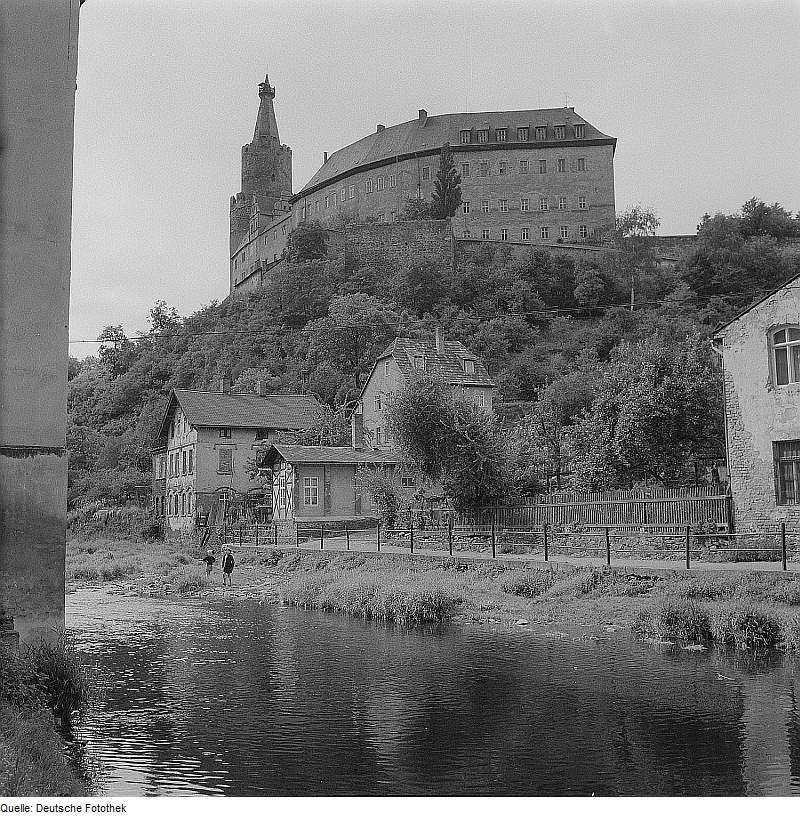
Il castello in una immagine del XIX secolo